# Tangail
Tangail este un oraș din Bangladesh.